# Агентство федеральных расследований
Журналистское агентство Free Lance Bureau (FLB) (Агентство федеральных расследований) — российское общественно-политическое интернет-издание.

## История
Создано 29 декабря 1999 года (номер свидетельства Эл № 77 — 2212). Соучредителями агентства являются журналисты, известные своими публикациями в жанре расследования — С. В. Соколов (главный редактор) и С. Б. Плужников (руководитель отдела расследований) и А. С. Челноков (руководитель отдела политических технологий).

### Рашенгейт
Громким скандалом сопровождалась публикация FLB информации, которая стала известна под общим названием «База данных Службы безопасности Группы МОСТ». Массив размещенного на сайте агентства компрометирующего материала был беспрецедентным, поскольку содержит почти 600 файлов объёмом примерно 20 тысяч страниц машинописи: расшифровки телефонных разговоров, сообщений на пейджер, результаты «наружных наблюдений» и «оперативные справки» на сотни российских политиков, бизнесменов, журналистов, актёров, общественных деятелей и деятелей преступного мира — более трёхсот имён известных граждан РФ.
«База данных» содержала «распечатку» телефонных разговоров председателя Государственного комитета РФ по управлению государственным имуществом А. Р. Коха, министра финансов Алексея Кудрина и заместителя министра финансов А. П. Вавилова, мэра Москвы Ю. М. Лужкова, генерального прокурора РФ Ю. Я. Чайки, министра культуры М. Е. Швыдкого, министра информации и печати М. Ю. Лесина, бывшего министра информации и печати правительства Москвы А. Г. Лысенко, президента группы «ОНЭКСИМ» В. О. Потанина, финансистов А. В. Евстафьева, М. М. Фридмана, Б. А. Йордана, Б. Г. Иванишвили, депутата Государственной думы А. В. Коржакова и т. д. Кроме того велась тщательная слежка и прослушка журналистов — М. В. Леонтьева, С. Л. Доренко, А. Е. Хинштейна, Е. Б. Эрикссен. Под наблюдением находились Н. П. Геворкян, Л. Е. Колодный, В. Е. Яковлев, А. В. Минкин, А. П. Будберг, Н. М. Долгополов. Велось наружное наблюдение за бывшим главным редактором газеты «Коммерсантъ» Р. С. Шакировым. Прослушивались разговоры А. Г. Лысенко с президентом ТВ-6 Э. М. Сагалаевым, главой АТВ А. Г. Малкиным, режиссёром Н. Н. Досталем, актёрами О. В. Басилашвили и Л. И. Ярмольником.
Все материалы относились к периоду с начала 90-х по конец 1998 года. Были «представлены» скандальные эпизоды так называемого «дела писателей» — скандал с гонорарами за книгу «История приватизации в России» А. Б. Чубайса, А. Р. Коха, М. В. Бойко и А. И. Казакова, история с публикацией книги А. В. Коржакова «От рассвета до заката», а также история строительства дачи Чубайса в посёлке Жаворонки и история эротических похождений на базе отдыха ОНЭКСИМ-банка «Лужки». Кроме того в материалах, связанных с бывшим председателем комитета по управлению имуществом Санкт-Петербурга М. В. Маневичем имеется небольшая «оперативная справка» по В. В. Путину.
В интервью «Независимой газете» главный редактор интернет-издания Сергей Соколов сообщил, что публикация материалов, которые он назвал «рашенгейтом», не является целенаправленным «сливом» компромата. По его словам FLB преследовало единственную цель — вынести на общественный суд картину массового незаконного вмешательства в личную жизнь граждан, а также глубину коррупционных связей в министерствах и государственных ведомствах.

## Издательская группа FLB
В 2007 году было создано ЗАО «Издательская группа FLB». Помимо Журналистского агентства FLB, в издательскую группу вошли печатные издания — журналы «Компромат» и «Страна и власть», а также сетевые ресурсы «Компромат» и «Профессиональный каталог FLB». Выпущены несколько десятков номеров журнала «Компромат», которые вместе представляют собой серию под условным названием «Россия коррумпированная». В частности, № 9 (2003) и № 12 (2003) были посвящены криминальной стороне деятельности крупнейшей нефтяной компании «ЮКОС» и её владельцам М. Б. Ходорковскому, Л. Б. Невзлину и др.
С 2010 года совместно с издательством «Яуза» выпущены одиннадцать публицистических книг (серия «Компромат»). Книги посвящены самым актуальным проблемам российского общества от приближённых Б. Н. Ельцина до связанных с коррупцией чиновников, от политиканов до российских олигархов («семибанкирщина»). Автор и составитель — А. С. Челноков.

## Отзывы
Публицист В. В. Прибыловский считает, что «FLB.ru какое-то время был вторым по значению компроматным сайтом в рунете». По его мнению значительная часть материалов публикуется «по тому же принципу, что и Горшков, то есть перепечатывая чужие статьи, но делает это с большим разбором». Кроме того он указывает на то что «совсем уж жёлтой чепухи, которая всё чаще появляется на „Компромате“, на FLB не найдёшь»
Профессор МГУ А. А. Тертычный в своём фундаментальном учебнике «Расследовательская журналистика» писал: "Это исключительно популярное электронное периодическое издание, которое существует с 2000 года. Главный редактор — Сергей Соколов (основатель телепрограммы «Скандалы недели» на ТВ-6, экс-заместитель главного редактора газеты «Совершенно секретно»). Агентство создано для того, чтобы со временем объединить журналистов, работающих в жанре «журналистского расследования». Оно не ставит перед собой никаких иных целей и задач, кроме профессиональных, и открыто для сотрудничества. Это достаточно мощное агентство, которое занимается собственными разработками, имеет хорошую репутацию и отличные источники информации. В нем работают собственные корреспонденты. Поскольку сайт очень популярен, на нем дается большой объем Интернет-рекламы. Сайт оснащен системой поиска. <…> Собраны наиболее интересные за последние полгода расследования из всех, пожалуй, наиболее известных изданий. Сайт можно в этом отношении назвать своеобразным обзором СМИ (здесь можно встретить публикации такого характера: «Как я покупал Гусинского» («Комсомольская правда»), «Звездная пыль» («Московский комсомолец»), «Ожила подлодка „Красный Октябрь“» («The Times») и т. д.)".
Научный журнал Байкальского государственного университета «Вопросы теории и практики журналистики» писал: «Известный сайт — агентство федеральных расследований „FLB. ru — Freelance Bureau“ — периодическое онлайн-издание, запущенное в 2000 году. Главный редактор — Сергей Соколов ставит перед редакцией задачу со временем объединить журналистов, работающих в жанре журналистского расследования. Это агентство занимается собственными разработками, имеет хорошую репутацию и отличные источники информации. Благодаря работе собственных корреспондентов и наличию обширной базы информаторов, на сайте появляются уникальные эксклюзивные расследования. Также на данном ресурсе публикуются ссылки и анонсы на другие популярные интернет-ресурсы, публикующие расследовательские материалы. Сайт можно азвать своеобразным обозревателем расследовательских СМИ»..